# Котлик (Аљаска)
Котлик (енгл. Kotlik) град је у америчкој савезној држави Аљаска.

## Демографија
По попису из 2010. године број становника је 577, што је 14 (-2,4%) становника мање него 2000. године.
| Група             | 2000.     | 2010.     |
| Белци             | 21 (3,6%) | 10 (1,7%) |
| Афроамериканци    | 0 (0,0%)  | 0 (0,0%)  |
| Азијати           | 0 (0,0%)  | 2 (0,3%)  |
| Хиспаноамериканци | 2 (0,3%)  | 1 (0,2%)  |
| Укупно            | 591       | 577       |